# LG生活健康
株式会社LG生活健康（エルジーせいかつけんこう、朝: 주식회사 LG생활건강、英: LG H&H Co., Ltd.）は、韓国ソウル市鍾路区に本社を置く主要消費財メーカー。化粧品や日用品、飲料事業を展開し、コカ・コーラブランド製品の韓国におけるボトラーでもある。

## 歴史
1947年、具仁會（LGグループの創設者）はラッキー化学工業社（樂喜化學工業社）を設立し、韓国で最初の化粧品である「ラッキークリーム」を発売。1954年には、韓国初の歯磨き粉ブランド「ラッキー歯磨き粉」も発売した。1995年2月、同社はLG化学に改称。2001年4月、LG生活健康としてLG化学から分離・独立し、韓国証券取引所に上場した。現在のCEO兼副会長である車錫勇が2005年に入社して以来、事業は好転し、同社の成長は戦略的なM&Aによってさらに促進。化粧品およびパーソナルケア事業はグローバル市場へと拡大している。

## 主な事業

### 化粧品
同社は韓国での化粧品メーカーでアモーレパシフィックに次ぐ第2位であり、同社との差を縮め続けている。ハイエンド化粧品事業は急速に成長しており、主要なブランドとして「The History of Whoo」や「O Hui」、「SU:M37」、「belif」などがある。「The History of Whoo」は、韓国の主要な免税店で、他のすべてのブランドの中でも最高の売上を記録している。ミドルからローエンドの化粧品ブランドとしては「ISA KNOX」や「Sooryehan」、「BEYOND」、韓国最大のブランドショップである「ザ・フェイスショップ」などがある。2012年には銀座ステファニー化粧品を、2018年にはエイボン・プロダクツ（日本法人）を傘下に収めている。

### 日用品
同社は韓国の日用品業界で圧倒的な地位を維持しており、他の製品との差別化や商品カテゴリの拡大により市場シェアを拡大し続けている。事業部門としてはオーラルケアやヘアケア、ボディケアを含む「パーソナルケア部門」と、食器用・洗濯洗剤や柔軟剤などを含む「ホームケア部門」に分けられる。2016年10月にはジョンソン・エンド・ジョンソンから、アジアとオセアニアにおけるオーラルケアブランド、「リーチ」の販売権を買収した。

### 飲料
LG生活健康の分離・独立当初は化粧品と日用品の2つの事業部門のみであったが、2007年にオーストラリアに本拠を置き、コカ・コーラの世界的ボトラーであったコカ・コーラ・アマティルから3,853億ウォンで、コカ・コーラ製品の韓国内での製造・販売権を買収。同時に、飲料事業部門が設立された。同社は韓国コカ・コーラ社から原液を購入する契約を行い、飲料製品の製造・販売を行っている。現在、清涼飲料の韓国内でのシェアはロッテ七星飲料に続く、第2位である。